# 뉴욕 공과대학교

뉴욕 공과대학교(New York Institute of Technology)는 미국 뉴욕주 뉴욕 롱아일랜드에 있는 4년제 사립 대학교이며 1910년에 첫 개교하였다.